# نووالکساندروفکا (شهرستان زیلایرسکی، باشقیرستان)
نووالکساندروفکا (انگلیسی: Novoalexandrovka, Zilairsky District, Republic of Bashkortostan) یک شهرک در شهرستان زیلایرسکی استان باشقیرستان کشور روسیه است.